# دهستان بهنام پازوکی جنوبی
دهستان بهنام پازوکی جنوبی نام دهستانی در بخش مرکزی شهرستان ورامین، استان تهران در ایران است. براساس سرشماری مرکز آمار ایران در سال ۱۳۸۵، جمعیت آن ۱۲۹۴۰ نفر (۳۱۲۱ خانوار) بوده‌است.